# Головківська волость
Головківська волость — адміністративно-територіальна одиниця Чигиринського повіту Київської губернії з центром у селі Головківка.
Станом на 1886 рік складалася з 3 поселень, 4 сільських громад. Населення — 6854 осіб (3405 чоловічої статі та 3449 — жіночої), 811 дворових господарств.
|                     | Площа, десятин | У тому числі орної, десятин |
| ------------------- | -------------- | --------------------------- |
| Сільських громад    | 4590           | 3042                        |
| Приватної власності | 7803           | 1559                        |
| Іншої власності     | 417            | 167                         |
| Загалом             | 12810          | 4768                        |

Поселення волості:
- Головківка — колишнє власницьке село за 30 верст від повітового міста, 2496 осіб, 345 дворів, православна церква, школа, 2 постоялих будинки, 2 лавки, вітряний млини. За версту —  черепичний завод. За 5 верст — винокурний завод.
- Медведівка — колишнє державне та власницьке містечко при річці Тясмин, 1453 особи, 228 дворів, православна церква, костел, синагога, єврейський молитовний будинок, школа, 2 постоялих двори, 11 постоялих будинків, лавка, водяний млин, пивоварний завод, ярмарок по неділях що два тижні.
- Мельники — колишнє власницьке село при річці Свинарка, 1939 осіб, 252 двори, православна церква, школа, 2 постоялих будинки.

Старшинами волості були:
- 1909—1910 роках — Родіон Іванович Канюка[2],[3];
- 1912—1913 роках — Леонтій Панфутійович Омельченко[4],[5];
- 1915 року — Яків Васильович Цикало[6];